# Johanna av Rosenthal
Johanna av Rosenthal, född 1430, död 12 november 1475, var en drottning av Böhmen, gift 1450 med kung Georg Podiebrad. 
Johanna var en medlem av den böhmiska adeln. Hon utövade ett brett inflytande över sin makes politik, något som var väl känt av samtiden. Hon var också känd som en idealisk maka och förälder. Åren 1465-67 gjorde hon flera resor till Västeuropa, bland annat för att sammanställa Georgs bönbok. Då maken bannlystes av påven inkluderades Johanna i bannlysningen. Johanna hjälpte Vladislav att tillträda Böhmens tron efter makens död 1471. Hon bosatte sig på de före detta böhmiska drottningarnas traditionella änkesäte Mělník år 1473.    